# جون شامبرز هيوز
جون شامبرز هيوز (بالإنجليزية: John Chambers Hughes)‏ هو دبلوماسي أمريكي، ولد في 1891، وتوفي في 1971.

## وصلات خارجية
- جون شامبرز هيوز على موقع مونزينجر (الألمانية)